# Marcelo Vega
Marcelo Vega (Copiapó, 12 d'agost de 1971) és un futbolista xilè retirat que ocupava la posició de davanter. Va ser trenta vegades internacional amb el seu país, tot marcant un gol. Amb el combinat de Xile hi va participar en el Mundial de França de 1998. També va estar present a les Copes Amèrica de 1991 i 1993. Va desenvolupar bona part de la seua carrera en clubs xilens, com la Unión Española, el Colo-Colo o la Universidad de Chile. Fora del seu país va militar al CD Logroñés espanyol, diversos equips estatunidencs, al Racing de Avellaneda argentí i al Cienciano peruà.